# Vocalion Records
Pour le label Vocalion de Decca, voir Disques Vogue.
Vocalion Records est un label discographique américain actif pendant de nombreuses années aux États-Unis et au Royaume-Uni, notamment dans les domaines du blues, du jazz et de la country. Il est connu pour ses enregistrements, entre autres, de Billie Holiday et de Robert Johnson.

## Histoire

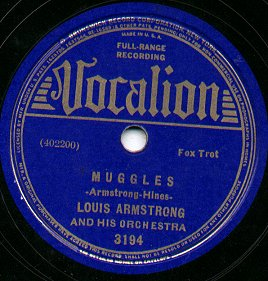
Vocalion Records par Louis Armstrong.

Vocalion (prononcé « vo-cal-yun ») est fondé en 1916 par la Compagnie des pianos mécaniques de New York, qui introduit au même moment une gamme de phonographes à son catalogue. Le nom est dérivé de l'une des divisions de l'entreprise, la « Vocalion Organ Company ». Le label édite des disques à gravure verticale, d'abord mono face, puis à double face. En 1920, il évolue vers système plus commun de gravure horizontale.
En 1925, la société est rachetée par Brunswick Records. Pendant les années 1920, Vocalion débute également la série « 1000 race », des disques enregistrés par et pour les afro-Américains.
En avril 1930, Warner Bros. achète Brunswick Records et, en décembre 1931, place l'ensemble du catalogue de Brunswick et de Vocalion sous licence d'exploitation de l'American Record Corporation. ARC utilise Brunswick en tant que label phare pour les disques à 75 cents et Vocalion pour les 35 cents. De nouvelles signatures (Dick Himber, Clarence Williams, Leroy Carr) contribuent à la popularité croissante de la firme. À partir de 1935, Vocalion devient encore plus populaire grâce au recrutement de Billie Holiday, Mildred Bailey, Stuff Smith, Putney Dandridge et Red Allen. Couplé avec d'autres engagements temporaires, dont Fletcher Henderson, Phil Harris, Earl Hines, et Isham Jones, et le succès de leurs réalisations « Race and Country », font de Vocalion un acteur important.
En 1935, Vocalion commence à rééditer des titres toujours vendeurs du label récemment disparu Okeh Records. En 1936 et 1937, Vocalion produit les seuls enregistrements du bluesman Robert Johnson (dans le cadre de leur campagne d'enregistrement de blues, gospel et groupes de jazz « out of town »). De 1935 à 1940, Vocalion est l'un des labels les plus populaires pour les petits groupes de swing, de blues et de country. Après que l'éphémère label Variety ait fermé ses portes (à la fin de 1937), de nombreux titres sont réédités par Vocalion, et la société continue de publier de nouveaux enregistrements d'artistes Master/Variety jusqu'en 1940. À ceci s'ajoute la participation de petites formation issues des grands orchestres de Cab Calloway et de Duke Ellington (Rex Stewart, Johnny Hodges, Barney Bigard et Cootie Williams) pour la maison de disques.
Fin 1938, ARC est racheté par CBS, et Vocalion devient une filiale de Columbia Records. Le populaire label est arrêté en 1940. L'interruption de Vocalion (et de Brunswick, en faveur de la reprise de Columbia) annule le bail que Warner avait passé avec ARC à la fin de 1931. Par un mécanisme compliqué, Warner Bros obtient le retour des deux labels pour les revendre aussitôt à Decca, mais CBS conserve le contrôle sur les bandes de Brunswick et de la Vocalion enregistrées après 1931.
Le nom Vocalion est ressuscité à la fin des années 1950 par Decca (États-Unis) en tant que label consacré à la réédition des fonds de catalogue. Cette incarnation de la Vocalion cesse ses activités en 1973 ; cependant, de nombreux titres Vocalion continuent à être pressés par MCA sous l'étiquette Coral Records. En 1975, MCA réédite cinq albums sur le label Vocalion.
Au Royaume-Uni, Decca utilise Vocalion principalement pour publier des artistes américains, en remplacement de son label Vogue, dont les droits d'utilisation du nom sont revenus au Disques Vogue français.
En 1997, la marque Vocalion réapparaît pour une nouvelle série de CD produits par Michael Dutton, de Dutton Laboratories, à Watford, en Angleterre. Ce label est spécialisé dans la restauration d'enregistrements réalisés entre les années 1920 et les années 1970, souvent pour des enregistrements réalisés par Decca et EMI.

## Discographie notable

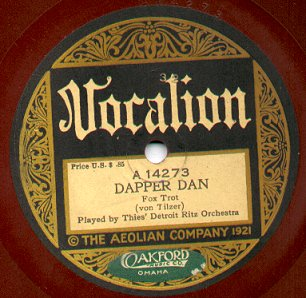
Disque Vocalion par Daper Dan.

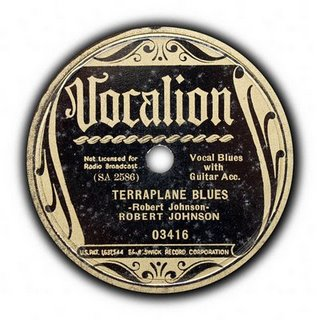
Disque Vocalion par Robert Johnson (Terraplane Blues).

- Sweet Georgia Brown, Ben Bernie, Vocalion 15002 (1925)
- Pinetop's Boogie Woogie, Pinetop Smith, Vocalion 1245 (1928)
- How Long, How Long Blues, Leroy Carr, Vocalion 1191 (1928)
- Sensational Mood, Lloyd Hunter's Serenaders with Victoria Spivey, Vocalion 1621 (1931)
- Rising Sun Blues, Clarence Ashley and Gwen Foster, Vocalion 2576 (1933)[3]
- Poor Me / 34 Blues, Charley Patton, Vocalion 2651 (1934)
- Black Angel Blues, Tampa Red, (1934)
- I Want to Be a Cowboy's Sweetheart, Patsy Montana, Vocalion 3010 (1935)
- The Lonesome Road, Louis Armstrong, Vocalion 3026 (1936)
- Let Yourself Go, Bunny Berigan and His Boys, Vocalion 3178 (enregistré le 24 février 1936)
- I Can't Get Started, Bunny Berigan and His Boys, Vocalion 3225 (enregistré le 13 avril 1936)
- Did I Remember? / No Regrets, Billie Holiday, Vocalion 3276 (enregistré le 10 juillet 1936)
- Summertime / Billie's Blues, Billie Holiday, Vocalion 3288 (enregistré le 10 juillet 1936)
- A Fine Romance, Billie Holiday, Vocalion 3333 (enregistré le 29 septembre 1936)
- Terraplane Blues / Kind Hearted Woman Blues, Robert Johnson, Vocalion 3416 (enr. le 23 novembre 1936, édité le 4 janvier 1937)[4]
- 32-20 Blues / Last Fair Deal Gone Down, Robert Johnson, Vocalion 3445 (enr. le 23 novembre 1936, édité le 10 février 1937)[5]
- I Believe I'll Dust My Broom / Dead Shrimp Blues, Robert Johnson, Vocalion 3475 (enr. 23 novembre 1936, édité le 10 mars 1937)[6],[7]
- Sweet Home Chicago / Walkin' Blues, Robert Johnson, Vocalion 3601 (enr. 23 novembre 1936, édité en juillet 1937)[8]
- Cross Road Blues / Ramblin' on My Mind, Robert Johnson, Vocalion 3519[9] (enr. le 27 novembre 1936, édité le 20 avril 1937)[10]
- Come On in My Kitchen / They're Red Hot, Robert Johnson, Vocalion 3563 (enr. 27 novembre 1936, édité le 1er juin 1937)[11]
- I've Got My Love To Keep Me Warm, Billie Holiday, Vocalion 3440 (enregistré le 12 janvier 1937)
- Trust in Me / My Last Affair, Mildred Bailey, Vocalion 3449 (1937)
- Where Are You?, Mildred Bailey, Vocalion 3456 (1937)
- You Can't Have Everything, Louis Prima, Vocalion 3657 (1937)
- Stones In My Passway / I'm A Steady Rollin' Man, Robert Johnson, Vocalion 3723 (enr. 19 juin 1937, édité le 15 novembre 1937)[12]
- Hell Hound on My Trail / From Four Until Late, Robert Johnson, Vocalion  3623 (enr. 20 juin 1937, édité le 1er août 1937)[13]
- Milkcow's Calf Blues / Malted Milk, Robert Johnson, Vocalion  3665 (enr. 20 juin 1937, édité le 15 septembre 1937)[14]
- Stop Breaking Down / Honeymoon Blues, Robert Johnson, Vocalion  4002 (enr. 20 juin 1937, édité le 20 mars 1938)[15]
- Me and the Devil Blues / Little Queen of Spades, Robert Johnson, Vocalion 4108 (enr. le 20 juin 1937, édité en mai 1938)[16]
- Love in Vain / Preaching Blues (Up Jumped The Devil), Robert Johnson, Vocalion 4630 (enr. 20 juin 1937, édité le 9 février 1939)[17]
- In An Old English Village, Cab Calloway, Vocalion 3912 (1938)
- Mexicali Rose, Gene Autry, Vocalion 3097 (1938)
- Doin' the Jive / Dipper Mouth Blues, Glenn Miller and his Orchestra, Vocalion 5131 (enregistré en 1937, édité en 1939)
- You Go To My Head, Billie Holiday, Vocalion 4126 (enregistré le 11 mai 1938)
- So Help Me, Mildred Bailey, Vocalion 4253 (1938)
- The Very Thought of You, Billie Holiday, Vocalion 4457 (enregistré le 15 septembre 1938)
- Death Letter Blues, Ida Cox, Vocalion 5336 (1939)
- Clap Hands, Here Comes Charlie, Count Basie, Vocalion 5085 (1939)
- Roll 'Em Pete, Big Joe Turner et Pete Johnson, Vocalion 4607 (1939)
- Key to the Highway, Charlie Segar, Vocalion 5441 (1940)
- Body and Soul / What is this Going to Get Us, Billie Holiday, Vocalion 5481 (1940)